# کانتون کامیلو پونسه انریکس
کانتون کامیلو پونسه انریکس (به اسپانیایی: Cantón Camilo Ponce Enríquez) یک منطقهٔ مسکونی در اکوادور است که در استان آزوای واقع شده‌است.

## خصوصیات
کانتون کامیلو پونسه انریکس ۶۳۹٫۲۸ کیلومترمربع مساحت و ۲۱٬۹۹۸ نفر جمعیت دارد.